# Arbavere
Arbavere es un pueblo ubicado en el municipio de Kadrina, en el condado de Lääne-Viru, Estonia.

## Superficie
Posee una superficie de 14,13 kilómetros cuadrados.

## Demografía
Hasta 2021 la población era de 46 habitantes, con una densidad de población de 3,255 habitantes por kilómetro cuadrado.